# Flavio Palmier da Veiga
Flavio Palmier da Veiga (Niterói, 2 de fevereiro de 1932 — 22 de agosto de 2012), filho de Odorico Mullulo Martins da Veiga e Osiris Palmier da Veiga, foi um advogado e político brasileiro, que exerceu o mandato de deputado federal constituinte em 1988. Formado em direito pela Universidade Federal Fluminense (UFF), no Rio de Janeiro, ingressou na carreira política no pleito de outubro de 1958, quando foi eleito vereador em Nitéroi (RJ) pela legenda do partido Social Democrático (PSD).
Depois de cumprir o mandato como vereador em sua cidade natal entre fevereiro de 1959 e janeiro de 1963, elegeu-se deputado estadual pelo Rio de Janeiro junto ao PSD no pleito do ano anterior, tomando posse em fevereiro de 1963. Diante do bipartidarismo instaurado em âmbito nacional sob a determinação do Ato Institucional nº 2 (AI-2), de 27 de outubro de 1965, filiou-se à Aliança Renovadora Nacional (Arena), partido pelo qual se reelegeu como deputado à Assembleia Legislativa do Rio de Janeiro nos pleitos de 1966, 1970, 1974 e 1978. 
Com a reformulação partidária proveniente da extinção do bipartidarismo em novembro de 1979, Flavio Palmier das Veiga filiou-se ao Movimento Democrático Brasileiro (PMDB), reelegendo-se deputado estadual no pleito de 1982.
A primeira eleição em âmbito nacional ocorreu no pleito de novembro de 1986. Na cadeira da Câmara dos Deputados, participou da Assembleia Nacional Constituinte, que determinou a produção da Constituição de 1988. Entre a formação da carta, em março de 1987, apresentou um projeto de lei com o objetivo de transformar as Assembleias Legislativas em Constituintes Estaduais. 

Durante as votações da Constituinte, Flavio Palmier da Veiga manifestou-se, entre outras coisas, a favor do voto facultativo aos 16 anos, do turno ininterrupto de seis horas, do aviso prévio proporcional, do mandato de cinco anos dentro do regime presidencialista e da anistia aos micro e pequenos empresários. Votou contra a legalização do aborto, a jornada semanal de 40 horas, a pluralidade sindical e a pena de morte.